# 22994 Воркмен
22994 Воркмен (22994 Workman) — астероїд головного поясу, відкритий 4 листопада 1999 року.
Тіссеранів параметр щодо Юпітера — 3,269.